# Normalobjektiv
Et normalobjektiv er et fotografisk objektiv hvis brændvidde er lig med eller tæt på diagonalen af optageformatet.
For 35 mm-film formatet betragtes et objektiv med en brændvidde på 50 mm som et normalobjektiv.
Det er en populær opfattelse at normalobjektivet aftegner et motiv med et naturligt perspektiv og en naturlig proportionsgengivelse. Men det kan være vanskeligt at afgøre, for opfattelsen af perspektivet såvel som billedudsnittet afhænger stærkt af betragtningsafstanden og billedets størrelse. Det er derfor ikke brændvidden alene som bestemmer opfattelsen af perspektivet.
Historisk set har 50 mm-objektivet været standardtilbehør på 35 mm-filmkameraer, og det har derfor været meget udbredt og anvendt.

## Format- og brændvidde-eksempler
For andre filmformater (eller sensorformater for digitalkameraer) vil normalbrændvidden være anderledes. Nedenfor er vist eksempler på nogle formater og den tilsvarende diagonallængde.
| Format                      | Størrelse      | Normalbrændvidde (ca.) |
| --------------------------- | -------------- | ---------------------- |
| 8 mm smalfilm               | 4,8 × 3,5 mm   | 6 mm                   |
| Mobiltelefonkamera          | 5,2 × 4 mm     | 7 mm                   |
| Nikon Coolpix digitalkamera | 7,2 × 5,4 mm   | 9 mm                   |
| 4/3 digitalkamera           | 13 × 17 mm     | 21 mm                  |
| Canon EOS 10D digitalkamera | 22,5 × 15,0 mm | 27 mm                  |
| APS-film (C-format)         | 25,1 × 16,7 mm | 30 mm                  |
| 135-film (35 mm-film)       | 24 × 36 mm     | 43 mm                  |
| 6 × 6 mellemformat          | 56 × 56 mm     | 80 mm                  |
| 10 × 12 cm storformat       | 100 × 120 mm   | 156 mm                 |